# Attalea eichleri
Attalea eichleri là loài thực vật có hoa thuộc họ Arecaceae. Loài này được (Drude) A.J.Hend. mô tả khoa học đầu tiên năm 1995.